# 台灣精品獎
台灣精品獎（英語：Taiwan Excellence Awards）是中華民國經濟部國際貿易署（下簡稱「國貿署」）與中華民國對外貿易發展協會（下簡稱「貿協」），自1993年起，為了推廣台灣產品之創新價值形象，所進行的全方位選拔活動。選拔項目涵括研發、設計、品質、行銷及台灣產製等五項，凡通過選拔之產品可以獲得台灣精品獎之殊榮，由經濟部授權使用台灣精品標章。另外，由台灣精品獎得獎產品，再選出象徵最高榮譽的台灣精品金質獎（下簡稱「金質獎」）及台灣精品銀質獎（下簡稱「銀質獎」），以其作為台灣產業之代表向國際市場推廣。

## 緣起與演變
1988年，經濟部為了提高台灣產品品質，由中華民國品質管理協會、中山科學研究院品質保證中心、經濟部工業局、經濟部中央標準局（今經濟部智慧財產局）、金屬工業研究發展中心、經濟部商品檢驗局（今經濟部標準檢驗局）、工業技術研究院、中國生產力中心等單位，聯手推動「全面提高產品品質計畫」，並選出17家廠商進行輔導，以提升產品品質，並在其後，由工業局開始辦理「國家品質獎」評選。隔年（1989年），外貿協會與工業局也開始推動「全面提升產品設計能力計畫」，以提升業界自主設計與開發的能力。
到1990年，經濟部有感於MIT商品在當時已有一定的水準，但仍未獲得應有的認同，為了要在國際間建立台灣優良產品的統一形象，開始推動「全面提升台灣產品形象計畫」，委託中華民國對外貿易發展協會執行。1992年設立「台灣精品標誌」，1993年起依照品質系統、產品設計、研發創新、品牌認知和市場地位等五項評選項目，進行「台灣精品」及「國家產品形象獎」之評選，得獎產品於「國家產品形象週」公開展示；其後每年辦理該兩項評選活動，並進行國內外推廣。
為了加強自有品牌與自主設計能力，並整合進行台灣優良商品的國際形象宣傳，2005年12月19日，行政院經濟建設委員會通過「品牌台灣發展計畫」，補助台灣廠商併購國際品牌或自創品牌，以提升台灣進軍世界百大品牌的機會。2006年，國貿署與外貿協會將長期辦理的「台灣精品標誌」及「國家產品形象獎」的評選直接整併為「台灣精品選拔」，分兩階段辦理：初選為「台灣精品獎」，評選五大標準仍維持不變；決選「國家產品形象獎」改為「台灣精品金質獎/銀質獎」的評選，並延伸至今。

## 相關推廣活動
- 專業展覽：依照得獎產品所屬之類型，選定不同的國內外專業展覽進行展示。（例：台北國際電腦展期間，僅展示資訊相關商品。）
- 台灣精品館：國貿署委託貿協在台北南港展覽館1館三樓設置，2018年2月5日開幕，展示當年度獲獎之產品[3]。

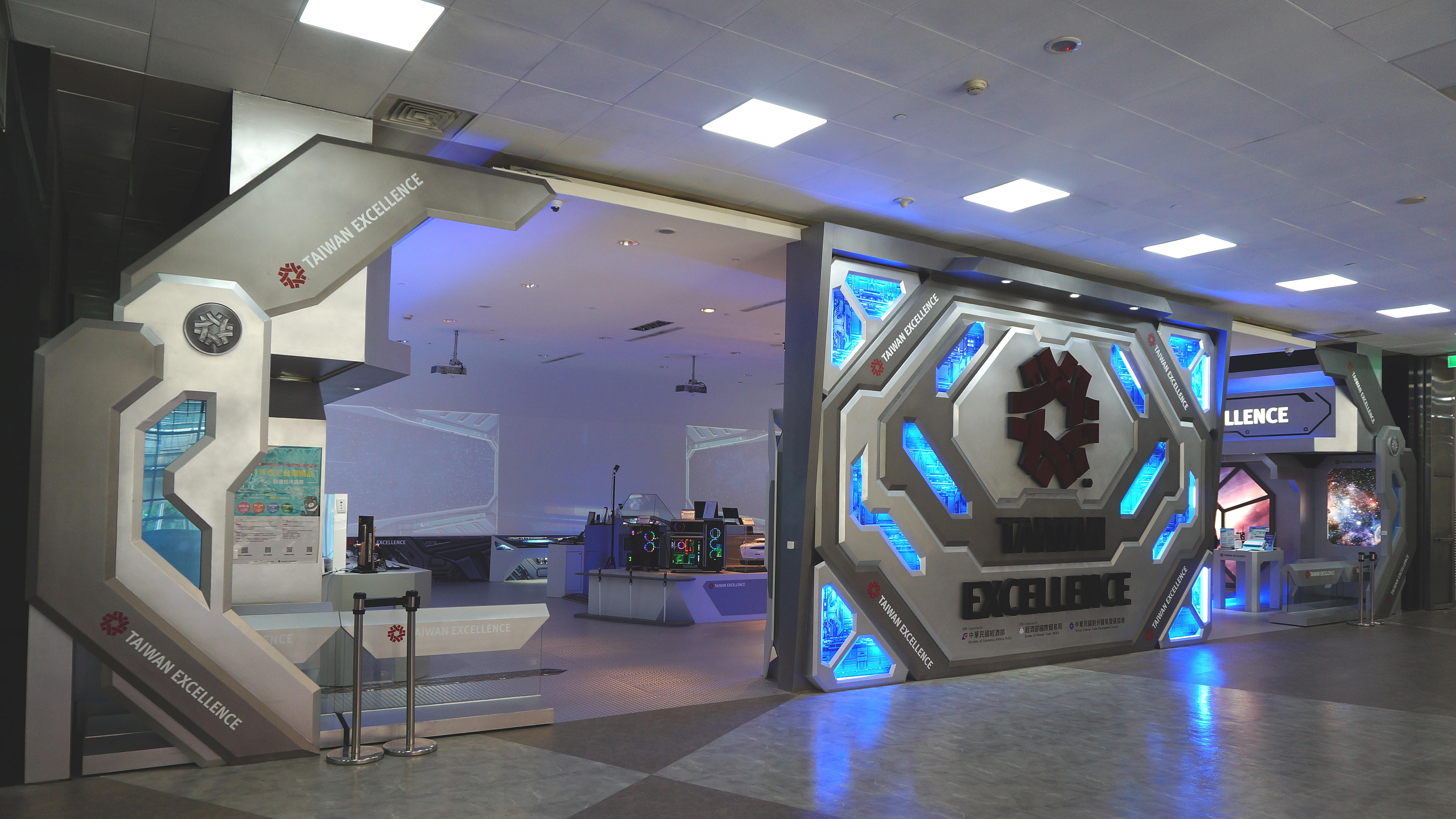
台灣精品館

- 結合得獎廠商於目標市場進行整合行銷傳播，宣傳台灣產業形象。

## 現有獎項
- 台灣精品獎：初選獲選之商品，除可使用台灣精品標章，另需依照獲選年份進行適當之標示。
- 台灣精品金質獎/銀質獎：是從初選中獲得台灣精品之商品，依照研發、設計、品質、行銷及台灣產製等五項標準，選出30（含以下）件進行決選，選出最多10件金質獎產品。
- 台灣精品風雲獎：表揚當屆獲選台灣精品獎最多之廠商。
- 台灣精品成就獎：表揚歷年台灣精品獎累積獲獎數目達50件（或其倍數）之廠商。

## 資料來源
1. ↑  . 經濟投資 (聯合報). 1988年2月6日: 11.
2. ↑  劉立諭. . 活動要聞 (經濟日報). 2006年5月4日: B11.
3. ↑  張佩芬. . 工商時報. 2018-02-06  [2019-06-03]. （原始内容存档于2019-06-03）. 經濟部國際貿易署委託外貿協會設立的「台灣精品館」，昨（5）日在南港展覽1館3樓盛大開幕……外貿協會葉明水秘書長表示，台灣精品館總共規畫了運動休閒、資通訊趨勢、生技醫療、智能環保及智慧生活等5大區……讓民眾可以一睹2018年所有的得獎產品，更了解台灣產業的多元與創新成就。

## 相關台灣品牌評選
- 台灣國際品牌
- 台灣優良品牌
- 台灣精品獎

## 外部連結
- 2012台灣精品獎 時尚、生活及文化創意商品-花團錦簇